# Bertha Wegmann
Bertha Wegmann (født 16. december 1847 i Soglio, kanton Graubünden, Schweiz, død 22. februar 1926 i København) var en dansk kunstner.
Hun var i sin samtid en kendt og eftertragtet portrætmaler og malede talrige bestillingsarbejder for samfundets spidser. Også nogle af sine nærmeste venner har hun skildret med slående indlevelse. Personligt var hun dog mest optaget af at male landskaber, stilleben og genrebilleder, som udgør størstedelen af hendes oeuvre. Det er imidlertid primært som portrætmaler, Wegmann er kendt.

## Opvækst og uddannelse
Wegmann var født i Schweiz, hvor hendes far Eberhard Ludwig Wegmann (1810-1869) var overforstinspektør. Sammen med Cathrine Wegmann (født Mini, 1821-1857) havde han fem børn, hvoraf Bertha var nummer to. Da hun var fem år, flyttede familien til København, idet faren skiftede karriere og blev kapsel- og eddikefabrikant. Angiveligt kom Wegmanns kunstneriske impuls fra faren, der var kreativt begavet, men aldrig havde haft mulighed for at forfølge en kunstnerisk løbebane.
I ungdomsårene modtog Wegmann på foranledning af sin far tegneundervisning af Frederik Ferdinand Helsted og maletimer af Heinrich Buntzen og F.C. Lund. Hun befandt sig imidlertid dårligt under F. C. Lunds ageren. Dorothea Melchior og andre velyndere sørgede i 1867 for, at hun i en alder af 19 år kunne rejse til München for at få en bedre kunstnerisk uddannelse. Her forblev hun i tretten år og var elev hos maleren Johanna Unger (1836-1871), genremaleren Edouard Kurzbauer og historiemaleren Wilhelm von Lindenschmit. Hun knyttede også et nært venskab med den svenske maler Jeanna Bauck (sv), som hun foretog mange studieudflugter med, bl.a. i de sydtyske bjerge og til Italien.
I 1870'erne tog Wegmann sammen med Bauck til Paris, og mødet med naturalismen, der var i højsædet her, førte til et stilistisk nybrud i hendes kunst. Naturalisterne dyrkede friluftsmaleriet og arbejdede med en langt friere farveholdning og penselføring, inspireret af det flygtige lys og vejrlig udendørs og af storbyens hastige liv. Wegmanns malerier er fra da af båret af en lysere palet og lettere penselføring, der tydeligt bærer præg af skiftet fra en tysk til en fransk orientering i hendes kunst.

## Gennembrud og karriere
Allerede i 1873 mens Wegmann levede udenlands, debuterede hun på Charlottenborgs forårsudstilling. I 1877 modtog hun betydelig anerkendelse, da hun her udstillede sit maleri En enke med sit barn, et maleri der bærer præg af årene i München og den stil, hun lærte der. I 1880 udstillede hun for første gang på Salonen i Paris, hvor hendes værk fik den ærefulde 'Mention honorable'. To år efter blev hun sammesteds præmieret med en sølvmedalje, da hun udstillede et portræt af sin søster. Det var en væsentlig anerkendelse for en kunstner at blive fremhævet blandt 5-7000 udstillende, og det resulterede i, at den danske kunstverden for alvor fik øjnene op for hendes talent. I de næste år modtog hun den Thorvaldsenske udstillingsmedalje og blev dermed som den første kvinde valgt ind i Kunstakademiets plenarforsamling, hvilket var et klart tegn på den høje anerkendelse, hun fra da af nød i Danmark. I de næste år blev hun medlem af Akademiet og Charlottenborgs udstillings- og censurkomiteer (1887), og på Verdensudstillingerne i Paris 1889, 1892 og 1900 modtog hun sølv- og guldmedaljer for sine værker. For en kvindelig kunstner var det ganske enestående at opnå så udbredt anerkendelse.
Wegmann deltog i 1895 i Kvindernes Udstilling fra Fortid og Nutid med ikke mindre end 30 værker. I udstillingens værkfortegnelse ses, at flere af hendes hovedværker var med som portrætterne af Jeanna Bauck og af søsteren Anna Seekamp samt portrættet af Moritz Gerson Melchior. Desuden viste hun landskabsmalerier og interiører.

## Eftermæle
Wegmann er begravet på Solbjerg Parkkirkegård.
Den anerkendelse, hun opnåede, gik efter hendes død i glemmebogen. Da de store monografier og kunsthistorier over dansk kunst blev skrevet i første halvdel af det 20. århundrede, blev hun overset, ligesom andre kvindelige kunstnere. Det fik stor betydning for den kollektive erindring, så det først var i slutningen af det 20. århundrede, at interessen for hendes kunst blev vakt igen. Øregård Museum udstillede hendes værker i 1998 (med katalog) og Den Hirschsprungske Samling har inkluderet hende i flere udstillinger med fokus på kvindelige kunstnere. Der er for øjeblikket to ph.d.-projekter i Danmark og Sverige, der har Wegmann som tyngdepunkt.
Bertha Wegmann var en betydelig portrætmaler, og hun opnåede som sådan både anerkendelse og stor succes. Efter P.S. Krøyers død, var hun den betydeligste på dette felt.
Hendes portræt er malet af Jeanna Bauck ca. 1887, af Paul Fischer i 1893, af Ivar Rosenberg 1916 og 1922 og af Bertha Dorph 1920-21 (Charlottenborg). Portrættegning udført af faderen 1861 (Det Kgl. Bibliotek), xylografi af H.P. Hansen 1884. Xylografi 1890 efter foto. Buste af August Saabye udstillet 1903 og af Max Andersen fra 1912. Der findes fotografier af Georg E. Hansen, Hansen & Weller og Holger Damgaard.
Der har været tvivl om hendes fødeår, da søsteren i 1870'erne fejlagtigt oplyste Philip Weilbach om, at Wegmann var født i 1848. Det fremgår af et brev på Danmarks Kunstbibliotek, som blev lagt til grund for oplysningerne i første udgave af Weilbachs Kunstnerleksikon. Kunsthistorikeren Sigurd Schultz noterede i sine papirer, som også findes på Kunstbiblioteket, at hun var født i 1846. Det korrekte er 1847, som det fremgår af 70-års-fødselsdagsomtaler i bl.a. Nationaltidende 16. december 1917 og hendes tak for de mange gratulationer i Folkets Avis, 20. december 1917.
Det dyreste af hendes billeder er fra 1885 og forestiller Marie Triepcke og er solgt hos Bruun Rasmussens Kunstauktioner og er på Den Hirschsprungske Samling.
| - Portrætter - Portræt fra 1885 af kunstneren Marie Triepcke - Ung moder med sit barn i en have, udateret Nationalmuseum |

| - Stilleben - Blå vifte ved en grøn kande med blomstrende æblegren, uden datering, Den Hirschsprungske Samling - Interiør med markbuket, kunstnerens malerkasse, palet og en halvt røget cerut - 'Poppies', valmuer. Ca. 1900 - Opstilling med frugt i en vase |

| - Navngivne portrætter - Anna Seekamp, kunstnerens søster, 1882, Statens Museum for Kunst - Portræt af Cecilie Trier, f. Melchior, 1885 - Den svenske maler Jeanna Bauck, 1881 Nationalmuseum - Jeanna Bauck (sv), svensk maler. Ca. 1887 - Ferdinand Meldahl, arkitekt. Ca. 1887 - Hanna Lucia Bauck, svensk pianist. Ca. 1890 - Mads Christian Holm, grundlægger af Dampskibsselskabet Norden. 1891 - Moses Melchior, skibsreder. Senest 1912 - Ingeniør Holger Aagaard Hammerich, senest 1915 - Philip Schou, fabriksejer. Senest 1922 - Andreas Sophus Schack Steenberg (danske folkebiblioteker). 1923?, senest 1926 - En kunstner ved sit tegnebord, i baggrunden et lærred med en birkeskov, 1925 (Augusta Dohlmann) - Antagelig maleren Viggo Johansen, ukendt dato - Moritz G. Melchior, skibsreder. Ukendt dato, før 1884 |